# Coryphaenoides affinis
Coryphaenoides affinis es una especie de pez de la familia Macrouridae en el orden de los Gadiformes.

## Hábitat
Es un pez de aguas profundas que vive hasta 3.477 m de profundidad.

## Distribución geográfica
Se encuentra al este de la desembocadura del río de La Plata.